# 中西部開発区域

中西部開発区域（मध्य-पश्चिमाञ्चल विकास क्षेत्रर）は、2015年までネパールにあった開発区域の一つ。三つの県より成り立っていた。
- カルナリ県（■）
- ベリ県（■）
- ラプティ県（■）